# Upper Bentley
Upper Bentley – wieś w Anglii, w hrabstwie Worcestershire, w dystrykcie Bromsgrove. Leży 19 km na północny wschód od miasta Worcester i 157 km na północny zachód od Londynu.